# Basha (Shigar)
Der Basha ist der 49 km lange rechte Quellfluss des Shigar in Gilgit-Baltistan im Norden von Pakistan.

## Verlauf
Der Basha verläuft im Hochgebirge des Karakorum. Er hat seinen Ursprung am unteren Gletscherende des Chogolungma-Gletschers auf einer Höhe von etwa 2800 m. Dort befindet sich die Siedlung Arandu. Nach wenigen Metern nimmt der Basha das Wasser des von Norden kommenden Kero Lungma auf. Der Basha fließt anfangs 7,5 km nach Osten. Bei der Siedlung Bisil trifft der Berelter Nala von Norden kommend auf den Basha. Letzterer wendet sich kurz darauf nach Süden. Entlang dem linken und rechten Talrand verläuft jeweils ein Weg. Diese beiden Wege verbinden die Orte im Flusstal miteinander. Es gibt lediglich zwei Hängebrücken über den Fluss: eine bei Flusskilometer 31 bei Doko sowie eine bei Flusskilometer 12 bei Tisar. Die etwa ein Dutzend Ortschaften im Flusstal des Basha sind umgeben von bewässerten Agrarflächen. Ab Flusskilometer 24 verbreitert sich das Gebirgstal, stellenweise bis zu einer Breite von 700 m. Dieses durchquert der Basha als ein verflochtener Fluss. Auf den letzten 13 Kilometern fließt der Basha entlang dem westlichen Rand des 2,5 km breiten Shigar-Tals. Der Braldu, der zweite Quellfluss des Shigar, fließt anfangs entlang dem östlichen Talrand. Die beiden Flüsse vereinigen sich schließlich auf einer Höhe von etwa 2325 m zum Shigar.

## Einzugsgebiet
Das Einzugsgebiet des Basha umfasst eine Fläche von etwa 1665 km². Es grenzt im Süden an das Einzugsgebiet des abstrom gelegenen Indus, im äußersten Westen sowie im Norden an das des Hunza sowie im Osten an das des Braldu.